# David DeJesus
David Christopher DeJesus (né le 20 décembre 1979 à New York, New York, États-Unis) est un voltigeur de la Ligue majeure de baseball. Il est présentement agent libre.

## Carrière

### Royals de Kansas City
Après avoir été repêché en 43e ronde par les Mets de New York en 1997, sans signer avec l'équipe, David DeJesus est sélectionné de nouveau, cette fois au 4e tour de la séance de repêchage amateur de 2000, par les Royals de Kansas City.
Il entreprend sa carrière dans les majeures avec les Royals le 22 août 2003. Il dispute sa saison recrue en 2004, et maintient une moyenne au bâton de ,287 avec 104 coups sûrs et 39 points produits en 96 parties. Il est considéré au titre de meilleure recrue de la saison dans la Ligue américaine, mais prend le 6e rang du vote pour ce prix.
DeJesus connaît sept saisons consécutives de 100 coups sûrs ou plus par année dans l'uniforme des Royals. 
En 2007, il est le frappeur de la Ligue américaine le plus souvent atteint par un lancer durant la saison, obtenant 23 buts automatiques de cette manière.
À la fin de la saison 2008, il se classe dans le top 10 de l'Américaine pour la moyenne au bâton, ayant frappé pour ,307 cette année-là.
En 2009 et 2010, il est premier pour la moyenne défensive parmi les voltigeurs des Ligues majeures,

### Athletics d'Oakland
Le 10 novembre 2010, les Royals échangent David DeJesus aux Athletics d'Oakland en retour de deux lanceurs, le gaucher Justin Marks et le droitier Vin Mazzaro. DeJesus ne frappe que pour ,240 en 131 parties des Athletics en 2011.

### Cubs de Chicago
Le 30 novembre 2011, DeJesus signe un contrat de 10 millions pour deux ans avec les Cubs de Chicago.
Il frappe pour ,250 avec 6 circuits et 27 points produits en 84 parties pour les Cubs en 2013.

### Nationals de Washington
Les Cubs échangent DeJesus aux Nationals de Washington le 19 août 2013. Il ne joue que 3 parties pour sa nouvelle équipe, déposant un amorti en 4 passages au bâton avant d'être impliqué dans une autre transaction.

### Rays de Tampa Bay
Le 23 août 2013, DeJesus passe aux Rays de Tampa Bay et le lanceur gaucher des ligues mineures Matt Spann est envoyé aux Nationals. Il termine la saison régulière avec 2 circuits, 11 points produits et une moyenne au bâton de ,260 dans les 35 derniers matchs des Rays et ajoute trois coups sûrs en 13 présences au bâton en séries éliminatoires. En 122 matchs de saison régulière 2013 disputés avec les Cubs, les Nationals et les Rays, il affiche une moyenne au bâton de ,251 avec 8 circuits et 38 points produits.
Le 6 novembre 2013, les Rays lui accordent un nouveau contrat de deux saisons.
En 200 matchs joués pour Tampa Bay de 2013 à 2015, DeJesus frappe 13 circuits, récolte 56 points produits et maintient une moyenne au bâton de ,254.

### Angels de Los Angeles
Le 28 juillet 2015, DeJesus est échangé aux Angels de Los Angeles contre le lanceur droitier des ligues mineures Eduar Lopez.